# Хелмут фон Панвиц
Хелмут фон Панвиц (14. октобар 1898 — 16. јануар 1947) био је немачки генерал који се истакао као коњички официр токо Првог и Другог светског рата. Током Другог светског рата напредоваће све до чина генерал-потпуковника Вермахта и Врховног Атамана XV СС Козачког коњичког корпуса. Погубљен је у Москви због злочина 16. јануара 1947. године. Рехабилитовaн је априла 1996. године од стране војног тужиоца у Москви безмало 50 година након погубљења. Пресуда којом је рехабилитован је поништена јуна 2001. године.